# Carlos Mac Allister
Carlos Javier Mac Allister (Pergamino, 6 de março de 1968) é um ex-futebolista e político argentino que atuava como lateral-esquerdo.

## Carreira
Iniciou sua carreira no Argentinos Juniors, jogando pelo clube entre 1986 e 1992, com 120 partidas disputadas e 5 gols. Teve ainda passagem destacada pelo Boca Juniors, onde atuou por 4 temporadas, jogando 124 vezes pela equipe Xeneize, também balançando as redes adversárias em 5 oportunidades.
Jogou também pelo Racing e pelo Ferro Carril Oeste, onde deixou os gramados em 1999, com apenas 30 anos de idade.

## Seleção Argentina
Pela Seleção Argentina, Mac Allister disputou 3 partidas - os 2 jogos pela repescagem das eliminatórias da Copa de 1994, contra a Austrália, e um amistoso contra a Alemanha, todas em 1993. Porém, o técnico Alfio Basile decidiu não convocar o lateral-esquerdo para integrar o elenco de 22 jogadores que disputariam a Copa.

## Carreira política
Filiado ao partido Proposta Republicana, Mac Allister exerceu um mandato de deputado entre novembro de 2013 e dezembro de 2015, quando foi nomeado Secretário de Esportes do governo de Mauricio Macri

## Títulos
Boca Juniors
- Campeonato Argentino: 1992 Apertura
- Copa Ouro Nicolás Leoz: 1993